# Henk Jaap Moorlag
Henk Jaap Moorlag (né le 8 mai 1990 à Onstwedde) est un coureur cycliste néerlandais. Spécialiste du VTT, il pratique également le cyclo-cross et le cyclisme sur route.

## Palmarès en VTT

### Championnats du monde
- Fort William 2007
  - 16e du cross-country juniors
- Val di Sole 2008
  - 7e du cross-country juniors
- Canberra 2009
  - 15e du cross-country espoirs
- Mont Sainte-Anne 2010
  - 9e du cross-country espoirs
- Champéry 2011
  -  Médaillé de bronze du cross-country espoirs
  - 6e du relais par équipes

### Championnats d'Europe
- Cappadoce 2007
  - 17e du cross-country juniors
- Saint-Wendel 2008
  - 5e du relais par équipes
  - 5e du cross-country juniors
- Haïfa 2010
  - 6e du cross-country espoirs
- Dohňany 2011
  -  Médaillé d'argent du cross-country espoirs
- Moscou 2012
  -  Médaillé de bronze du relais par équipes

### Championnats nationaux
- 2011
  - 3e du cross-country